# Blinded Colony
Blinded Colony ist eine schwedische Melodic-Death-Metal-Band aus Karlshamn, ehemals bekannt als Stigmata. Sie haben derzeit einen Plattenvertrag mit Pivotal Rockordings.

## Geschichte

### 2000–2002: Stigmata
Blinded Colony wurde im Januar 2000 von dem Gitarristen Johan Blomstrom und Tobias Olsson sowie von Sänger Niklas Svensson gegründet. Zu diesem Zeitpunkt war die Band als „Stigmata“ bekannt. Im Juni 2000 nahm die Band ihre erste Demo mit dem Namen Painreceiver auf. Außerdem wurden zwei neue Bandmitglieder, Christoffer Nilsson (Schlagzeug) und Annika Haptén (Gesang), aufgenommen. Kurz darauf wurde Staffan Franzén als Bassspieler rekrutiert. Nach Beenden des Painreceiver-Albums spielte die Band Konzerte in Schweden, allerdings verliefen diese mäßig und man einigte sich auf eine kurze Pause. Sechs Monate später verließ Schlagzeuger Christoffer Nilsson dann die Band. Staffan entschied sich daraufhin den Part als Schlagzeuger zu übernehmen. Kurz nach Christoffers Abschied begannen Johan und Tobias wieder zu spielen und fanden einen eventuell geeigneten Bass-Spieler, Roy Erlandsson. Nach der Neuformierung verließ Annika Haptén die Band aufgrund die Musik betreffender Differenzen. Im Jahr 2002 wurde die zweite Demo Tribute To Chaos veröffentlicht. Tribute to Chaos weckte die Aufmerksamkeit der italienischen Plattenfirma Scarlet Records. Übereinstimmend mit dem neuen Vertrag, änderte die Band ihren Namen offiziell in Blinded Colony.

### 2003–2006:Divineund Scarlet Records
Blinded Colonys Debütalbum Divine wurde selbst produziert und 2003 schließlich durch Scarlet Records in Europa veröffentlicht. In Japan geschah dies durch Soundholic Records. Blinded Colony und Scarlet Records gingen jedoch bald wieder getrennte Wege. Kurz danach verließ das Gründungsmitglied Niklas Svensson die Band und Johan Schuster ersetzte ihn.

### 2007–heute:Bedtime Prayersund Pivotal Rockordings
Die Band nahm 2005 die Promo Demo auf und veröffentlichte sie im frühen April 2005. Die Demo erregte die Aufmerksamkeit des Labels Pivotal Rockordings.
Nach der Einigung mit Pivotal Rockordings begann Blinded Colony im Frühling 2006 mit den Aufnahmen zu ihrem zweiten Studioalbum Bedtime Prayers. Wieder wurde das Album selbst in ihrem Heimstudio „Soundpalace“ produziert. Bedtime Prayers wurde in Metalkreisen herzlich aufgenommen und mit Werken von Bands wie In Flames und Soilwork verglichen.
2007 war Blinded Colony auf der „Outcasts Over Europe“-Tour als Vorband von Ektomorf und Kayser. Sie teilten sich auch die Bühne mit bekannten Bands wie den ehemaligen Pivotal Rockording Label-Kollegen Sonic Syndicate und Dark Tranquillity. Die Band spielte 2007 auch auf mehreren Festivals. Im  August 2007 würde verkündet, dass Sänger Johan Schuster und Bassist Roy Erlandsson durch Denny Axelsson and Jeoan Olsson ersetzt wurden. Es handelte sich um professionelle Differenzen im weiteren Sinne. Nach einem ruhigen Winter, in dem die Band weitere Aufnahmen machte, wechselte Johan Blomström von der Gitarre zum Bass und die Band bekam mit Martin Bergman einen Gitarristen, um die Lücke zu schließen. Im Oktober 2008 verließ Denny Axelsson die Band  und führte sie in einen erneuten Umbruch. Obwohl Pivotal Rockordings niemals eine Pressemitteilung über das Aussteigen der Band herausgab, ist die Band offensichtlich ohne Vertrag und produziert gerade neues Material für das dritte Album. Anscheinend hat sich die Band aufgelöst und sofort als The Blinded wiedergegründet. Dazu veröffentlichten sie eine Promo-EP auf ihrer Homepage.

## Diskografie

### Studioalben
- Divine (2003)
- Bedtime Prayers (2007)

### Demos
- Painreceiver (2000)
- Tribute to Chaos (2002)
- Promo Demo 2005 (2005)
- The Blinded (2010)